# Ashburn (Geòrgia)
Ashburn és una població dels Estats Units a l'estat de Geòrgia. Segons el cens del 2007 tenia 9.898 habitants.

## Demografia
Segons el cens del 2000, Ashburn tenia 4.419 habitants, 1.624 habitatges, i 1.117 famílies. La densitat de població era de 377,5 habitants per km².
Dels 1.624 habitatges en un 33,8% hi vivien nens de menys de 18 anys, en un 36,1% hi vivien parelles casades, en un 27,3% dones solteres, i en un 31,2% no eren unitats familiars. En el 27,6% dels habitatges hi vivien persones soles el 12% de les quals corresponia a persones de 65 anys o més que vivien soles. El nombre mitjà de persones vivint en cada habitatge era de 2,68 i el nombre mitjà de persones que vivien en cada família era de 3,28.
Per edats la població es repartia de la següent manera: un 30,7% tenia menys de 18 anys, un 12% entre 18 i 24, un 24,1% entre 25 i 44, un 19,6% de 45 a 60 i un 13,6% 65 anys o més.
L'edat mediana era de 31 anys. Per cada 100 dones de 18 o més anys hi havia 75,7 homes.
La renda mediana per habitatge era de 18.702 $ i la renda mediana per família de 21.481 $. Els homes tenien una renda mediana de 22.328 $ mentre que les dones 16.269 $. La renda per capita de la població era de 10.786 $. Entorn del 29,6% de les famílies i el 38,1% de la població estaven per davall del llindar de pobresa.

## Poblacions més properes
El següent diagrama mostra les poblacions més properes.